# Westelijke rouwtapuit
De westelijke rouwtapuit (Oenanthe halophila synoniem"Oenanthe lugens halophila) is een zangvogel uit de familie Muscicapidae (Vliegenvangers).

## Kenmerken
De vogel is 14,5 tot 16,5 cm. Het mannetje heeft in de broedtijd een opvallend zwart en wit verenkleed. De kruin, rug, borst, buik, stuit en deel van de staart zijn wit. De vleugels, mantel en het "gezicht" zijn zwart. De gespreide staart vertoont de bij meer tapuiten opvallende omgekeerde, zwarte T.

## Verspreiding en leefgebied
Er zijn geen ondersoorten, de soort is afgesplitst van de oostelijke rouwtapuit. De westelijke rouwtapuit komt voor in Noord-Afrika van Marokko tot in westelijk Egypte.
Het leefgebied bestaat uit ruige, stenige berggebieden met kloven en ravijnen, maar ook in spaarzaam begroeide wadi's in woestijngebied. Vogels die in Iran in berggebieden voorkomen, trekken 's winters naar lagere, warme streken in de buurt. Het zijn dus geen lange-afstandtrekvogels.

## Status
BirdLife International beschouwt dit taxon als ondersoort van de oostelijke rouwtapuit en die staat als niet bedreigd op de Rode Lijst van de IUCN.